# Abbaye de Pipewell
L’abbaye de Pipewell (appelée anciennement St. Mary de Divisis) est une ancienne abbaye cistercienne située dans la ville de Pipewell (en) (dans le comté du Northamptonshire), en Angleterre. Comme la plupart des abbayes britanniques, elle a été fermée par Henry VIII durant la campagne de dissolution des monastères.

## Histoire

### Fondation
L'abbaye est fondée en 1143 par William Batevileyn (ou  Butevilain), qui fait venir des moines de l'abbaye de Newminster après avoir demandé également aux moines de Garendon s'ils pouvaient assumer cette fondation,.

### Moyen Âge
L'abbaye de Pipewell n'atteint jamais une importance considérable. Cependant, elle reçoit de nombreux dons, en particulier dans le Warwickshire, à commencer par ceux d'un certain William de Causton, qui se fait moine par la suite. À partir de 1286, le déclin de l'abbaye commence, la gestion étant beaucoup plus défaillante. En 1365, il ne reste plus que vingt moines environ à l'abbaye.

### Liste des abbés de Pipewell
- Geoffrey 1143
- Robert
- William
- Roger
- Robert
- Roger
- William
- Robert of Pateshull
- William of Lynton
- Robert of Newbold
- Gerard de Lega
- Reginald
- Thomas of Grafton, élu en 1265, quitte sa charge en 1279
- John de Hillum, élu en 1280, quitte sa charge en 1294
- Richard of Heyham, élu en 1294
- Andrew of Royewell, élu en 1298
- Thomas of Thokerington, élu en 1308, quitte sa charge en 1320
- William of Lalleford, élu en 1320, quitte sa charge en 1322
- Nicholas, élu en 1322
- Thomas
- William of Lalleford
- Nicholas, attesté en 1334 et en 1344
- John, attesté en 1367
- John of Coventry, attesté en 1405
- Stephen of Rushton, mort en 1435 ou 1436
- John Greyne, élu en 1435 ou 1436
- Thomas Weston attesté en 1483
- Robert Stamford, attesté en 1504 et en 1510
- Thomas Lenton, attesté en 1529 et en 1535
- Thomas Gyllam, attesté en 1538[7].

### Dissolution du monastère
En 1538, comme l'immense majorité des monastères britanniques, à la suite de la rupture entre Henry VIII et l'Église catholique, l'abbaye de Pipewell est fermée lors de la campagne de dissolution des monastères. Il ne reste alors que quatorze moines à l'abbaye. À partir de 1548, les bâtiments servent de carrière de pierre et sont systématiquement détruits. En 1720, aucune trace de maçonnerie n'est plus visible.
En 1909, des investigations archéologiques sont menées par Harold Brakespear et révèlent que les infrastructures sont restées intactes.

## L'abbaye
L'abbaye est située le long du Harpers Brook (en), une petite rivière tributaire de la Nene. Le monastère respectait le plan cistercien traditionnel.